# Adénome oncocytaire de la thyroïde

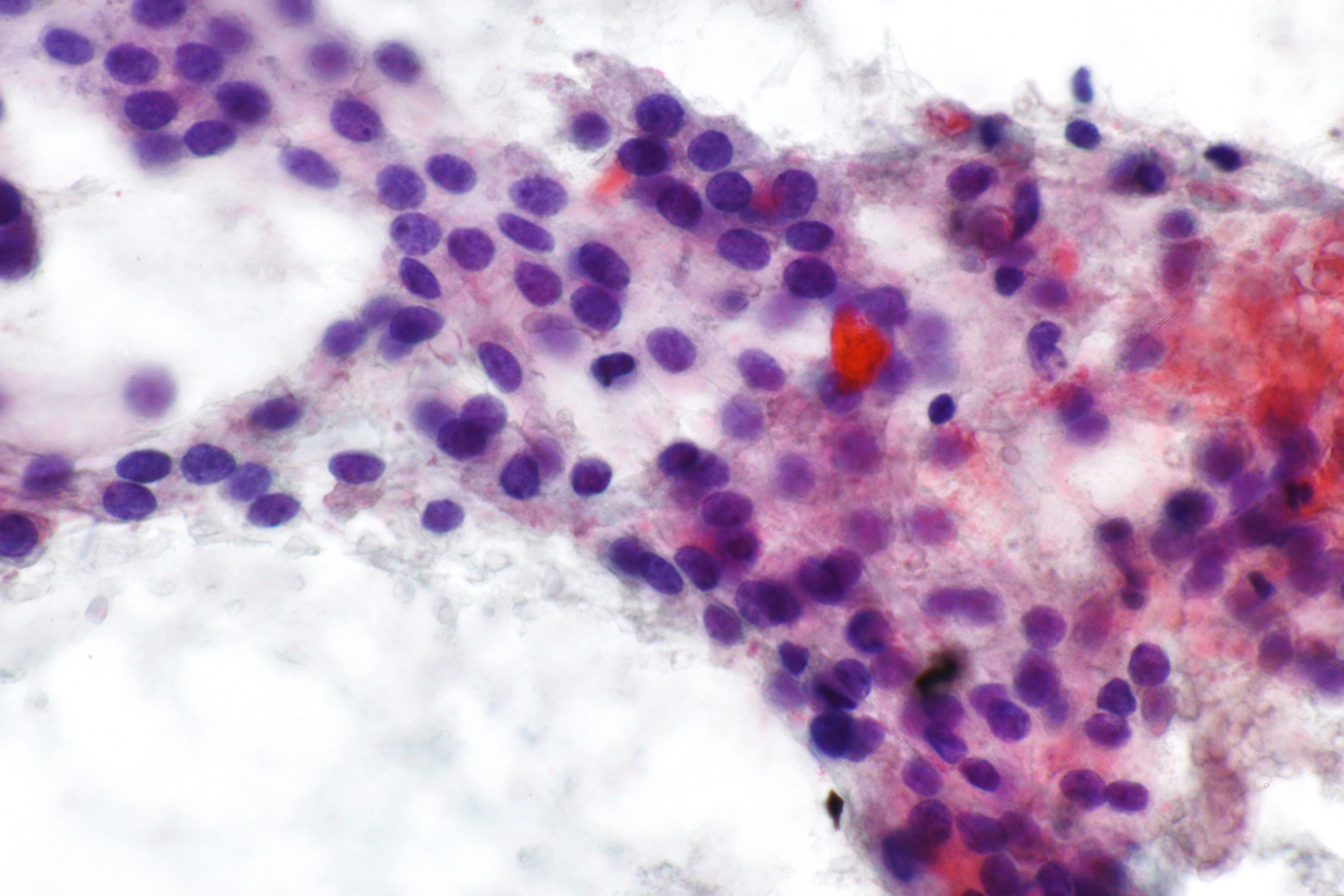
Microphotographie montrant des oncocytes violets dans le produit d'une ponction-aspiration à l'aiguille fine d'un nodule thyroïdien bénin.

L'adénome oncocytaire de la thyroïde est une variété d'adénome de la glande thyroïde. Il est caractérisé par la prolifération d'oncocytes anciennement dites cellules de Hürthle (de),,. Ce sont des cellules très riches en mitochondries qui trouvent leur origine dans des cellules thyroïdiennes folliculaires qui se sont transformées en cellules oncocytaires.
La prolifération des oncocytes peut-être bégnine (on parle alors d'adénome) ou maligne (on parlera de carcinome oncocytaire). Seul l'examen histologique permet de faire la différence entre ces deux lésions,.
A noter que les oncocytomes bénins peuvent aussi être observés dans les glandes parathyroïdes, le rein, les glandes surrénales, l'hypophyse, les glandes salivaires etc.,.